# Amerikai Horror Story
Az Amerikai Horror Story (eredeti cím: American Horror Story) 2011-ben indult amerikai horror-dráma sorozat, amit Ryan Murphy és Brad Falchuk készített. A sorozat antológia jellegű, hiszen minden évad egy, az előzőtől független történetet mesél el, egyfajta minisorozatként kezelendő. Murphy szerint mindegyiknek van kezdete, közepe és vége. Az évadok sokszor valós történeteken alapulnak. A sorozat ugyan antológia jellegű, azonban egyes karakterek feltűnnek több évadban is.
Első évada, A gyilkos ház a Kalifornia állambeli Los Angelesben játszódik 2011-ben és egy család történetét mutatja be, akik egy szellemekkel teli házat vásárolnak. A Zártosztály alcímen futott második évad cselekménye 1964-ben játszódik Massachusetts államban. A Briarcliff Elmegyógyintézet mindennapjait mutatja be. Harmadik évada, a Boszorkányok a Louisiana állambeli New Orleansban játszódik 2013-ban, az évad a boszorkányságról, az elnyomásról és a rasszizmusról szól. Negyedik, a Rémségek cirkusza című évada 1952-ben játszódik a floridai Jupiterben, ahol a fura szerzeteket („szörnyeket”) toborzó cirkusz történetét mutatják be a készítők. Ötödik évada, a Hotel 2015-ben játszódik Los Angelesben, és egy természetfeletti erők által irányított hotelről szól. Hatodik, Roanoke című évada 2016-ban játszódik az észak-karolinai Roanoke-ban; középpontjában egy dokumentumfilm sorozat áll, amely során egy házaspár hátborzongató történetét ismerhetjük meg. Hetedik, Szekta című évada 2016-ban játszódik Michiganben; amerikai elnökválasztás után a lakosokat terrorizáló kultuszról szól. Nyolcadik, Apokalipszis című évada egy alternatív jövőben játszódik; boszorkányok az Antikrisztussal harcolnak, hogy megakadályozzák az apokalipszist. Kilencedik, 1984 című évada az 1980-as években, Los Angelesen kívül játszódik, és a 14 évvel ezelőtti mészárlás után újra megnyíló nyári tábor személyzetére összpontosít. Tizedik, Két történet című évada egy családra fókuszál 2021-ben a Massachusetts állambeli Provincetownban, első részében találkoznak a város igazi lakóival, majd a második felében táborozó diákokkal, akik egy összeesküvésben találják magukat az Asylum földönkívüliekkel.
Evan Peters, Lily Rabe és Sarah Paulson az egyedüli színészek, akik majdnem minden évadban feltűntek kisebb vagy nagyobb szerepekben.
A sorozat premierje 2011. október 5-én volt az FX csatornán az Egyesült Államokban. 2015. november 10-én rendelték be a sorozat hatodik évadát, amely 2016. szeptember 14-én került bemutatásra, egy hónappal korábban az előző etapokhoz képest. 2016. október 4-én berendelték a hetedik évadot, majd 2017 januárjában az is biztossá vált, hogy a sorozatnak lesz nyolcadik, illetve kilencedik évada is. 2020 januárjában az FX meghosszabbította a sorozatot a 13. évadig.
A sorozat különböző évadai más és más fogadtatásban részesültek. Összességében azonban az Amerikai Horror Story pozitív visszajelzéseket kapott a televíziós kritikusok részéről, akik leginkább a szereplőgárdát dicsérték, illetve külön kiemelték egyediségét és a horror témájának egyedi megjelenítésmódját. A sorozat legelismertebb és legtöbbet díjazott színésze Jessica Lange, aki a sorozatban nyújtott teljesítményéért összesen 2 Emmy-díjat, egy Golden Globe-díjat és egy Screen Actors Guild-díjat vehetett át. Kiemelkedő színészi teljesítményt nyújtott továbbá Kathy Bates, aki eddig egy Emmy-díjban részesült, valamint Lady Gaga is, aki 2016-ban Golden Globe-díjat kapott. A sorozat kiváló nézettséggel fut az FX csatornán; első évadának fináléja az év egyik legnézettebb kábeles drámája volt 2011-ben. A Rémségek cirkusza című évad rekordnézettséget hozott a csatornának.

## Cselekmény

### A gyilkos ház (2011)

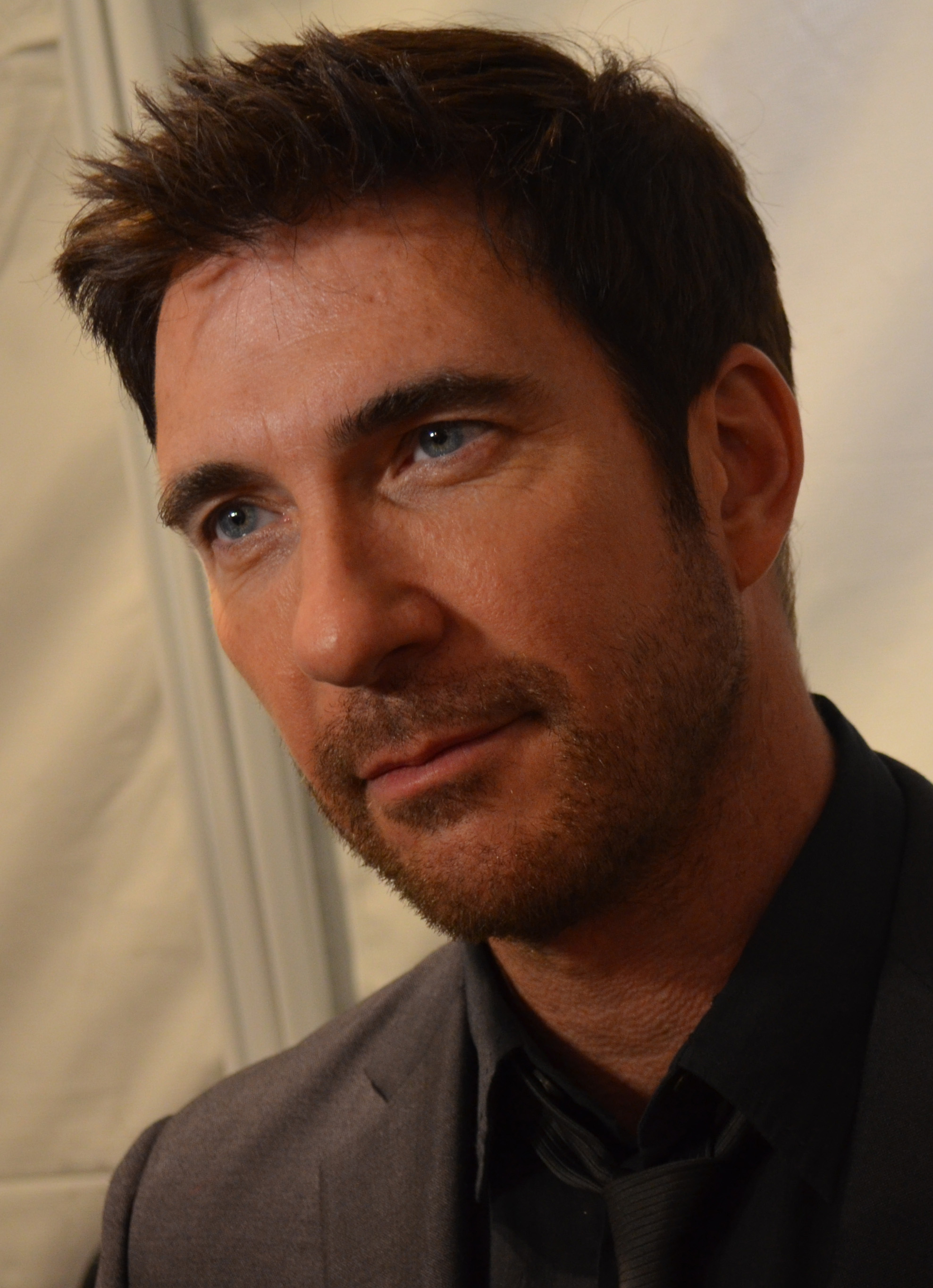
Dr. Benjamin Harmon szerepében Dylan McDermott

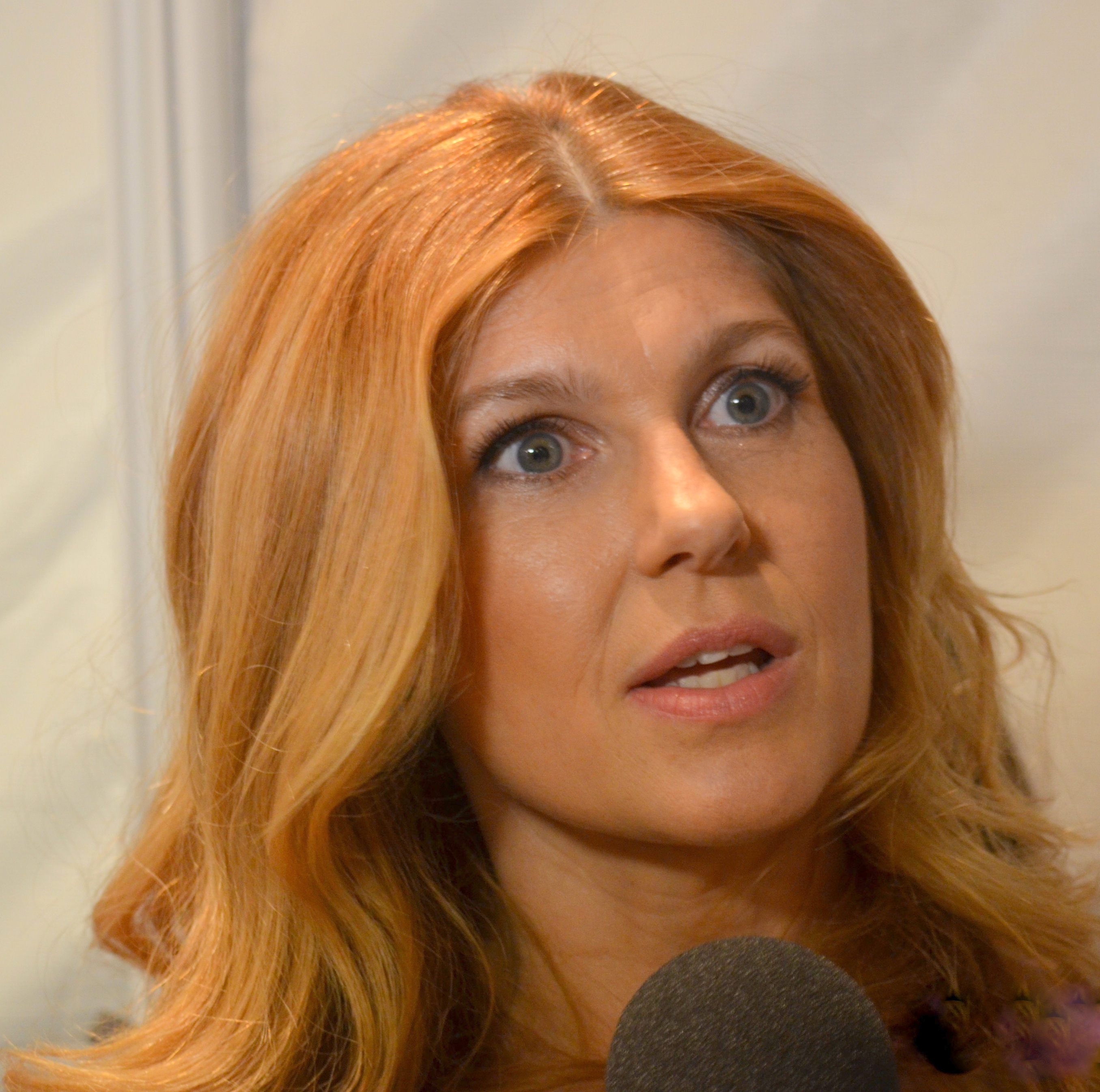
Vivien szerepében Connie Britton

A gyilkos ház középpontjában a Harmon család áll: Ben (Dylan McDermott), Vivien (Connie Britton) és egyetlen lányuk, Violet (Taissa Farmiga), akik Bostonból költöztek Los Angelesbe, miután Vivien elvetélt, Bennek pedig viszonya volt egyik diákjával. Egy felújított, de titokzatos múlttal rendelkező kúriába költöznek be, amelyet az előző tulajdonosok szellemei kísértenek. Szomszédjuk, Constance (Jessica Lange) és lánya, Addie gyakran meglátogatják az új lakókat, illetve sokszor hívás nélkül is bemennek a házba. Addie, akinek Down-szindrómája van, valamilyen titokzatos módon kapcsolódik a ház véres múltjához. A házban dolgozik Moira (Frances Conroy/Alexandra Breckenridge), a korábbi házvezetőnő, aki Ben szemében fiatal és vonzó nőként mutatkozik, a család többi tagja előtt viszont egy idős hölgyként jelenik meg.
Ben, aki pszichiáterként dolgozik, elkezdi betegei kezelését, közöttük egy feltételezhetően elmebeteg fiatalt, Tate Langdont (Evan Peters). A fiú egyre közelebb kerül Violethez, aki rájön, hogy Tate egy szellem, ráadásul Constance fia. Ahogy a család berendezkedik, egyre gyakrabban történnek furcsa és megmagyarázhatatlan események a házban. Hamarosan fény derül arra is, hogy a házban az évek során már több mint 20 ember halt meg és a környéken csak a „Gyilkos ház”-ként ismerik az épületet. A családban egyre több feszültséget szülnek a belső ellentétek, illetve lassan arra is ráébrednek, hogy a házban elhalálozottak szellemként kísértenek körülöttük. Benhez ellátogat régi szeretője, Hayden, de ő Constance volt férje, Larry segítségével megöli őt, és elássa a testét. Ben és Vivien egyik este szeretkeznek, pár órával később pedig Vivien lefekszik Tate-tel is, akiről azt hiszi, hogy a férje az, csak jelmezbe bújva. Vivien teherbe esik, mégpedig ikrekkel. Az egyik apja Ben, míg a másiké Tate. Több szellem is megpróbálja az őrületbe kergetni Vivient, hogy megszerezzék születendő gyermekeit.
Violet öngyilkosságot követ el, azonban nem veszi észre, és csak akkor jön rá, amikor nem tudja elhagyni a házat. Vivien végül életet ad az ikreknek, de belehal a szülésbe. Az első gyermek, Ben fia meghal, a második viszont életben marad. Constance rájön, hogy a második gyermek apja Tate, és arra bátorítja Bent, hogy hagyja el a házat. Ben összetűzésbe kerül korábbi szeretőjével, Haydennel, aki szintén szellemként bolyong a házban. A lány megöli Bent, és öngyilkosságnak álcázza a dolgot. Constance talál rá Ben holttestére, a gyermeket pedig magával viszi. A rendőrség arra a következtetésre jut, hogy Ben bánatában öngyilkos lett, Violet pedig, akinek a testét sohasem találták meg, elszökött a csecsemővel.
Ben, Vivien és Violet a házban ragadva élik mindennapjaikat a többi szellemmel együtt, és megpróbálják elűzni az új lakókat, hogy senki ne lelje halálát a házban. A sorozat itt három évet ugrik az időben, és kiderül, hogy Constance titokban neveli Harmonék életben maradt gyermekét. A zárójelenetben amikor hazaér azt látja, hogy a kisfiú brutálisan végzett dadájával.

### Zártosztály (2012–2013)

Jessica Lange mint Jude Nővér

A második évad az Amerikai Horror Story: Zártosztály címet kapta és központjában az őrültség áll. A történet 1964-ben játszódik, és egy elmegyógyintézet történetét mutatja be Massachusetts államban. A Briarcliff Elmegyógyintézetet Monsignor Timothy Howard (Joseph Fiennes) alapította, aki részt vesz az intézmény vezetésében is. A gyakorlatban azonban Jude nővér (Jessica Lange) kezében van az irányítás, beosztottjával Mary Eunice nővérrel (Lily Rabe) együtt felelnek az intézet zavartalan működéséért. Az elmegyógyintézetben két orvos kezeli a betegeket, a pszichiáter Dr. Oliver Thredson (Zachary Quinto) és a szadista hajlamú náci tudós Dr. Arthur Arden (James Cromwell). Mary Eunice nővért megszállja a sátán, így az ártatlan apáca gonoszságokat kezd művelni. A betegek között van három igazságtalanul elítélt személy is: a homoszexuális újságírónő Lana Winters (Sarah Paulson), a sorozatgyilkossággal vádolt Kit Walker (Evan Peters) és a családja kiirtásával vádolt Grace (Lizzie Brocheré). A három fogoly naphosszat a szökésen töri a fejét, majd több sikertelen kísérletük után Lanát megszökteti Dr. Thredson, és a lakásába viszi. A nő rájön, hogy a doktor bútorokat készít emberek bőréből, sőt, egy saját kínzókamrája is van a pincéjében. Így Lana ismét fogságba esik, ezúttal egy pszichopata házában. Az anyakomplexusos férfi kínozza és megerőszakolja őt. Végül sikerül megszöknie, de szerencsétlenségére balesetet szenved, és ismét Briarcliffben találja magát.

### Boszorkányok (2013–2014)
A harmadik évad napjainkban (visszatekintésekkel az 1800-as és 1950-es évekbe) játszódik egy New Orleans-i boszorkányiskolában. Központjában a rasszizmus áll.

### Rémségek cirkusza (2014–2015)
Az események középpontjában egy fura szerzeteket gyűjtő cirkusz áll, amely Floridában egy Jupiter nevű városban található. Az eseményen az 1950-es években játszódnak. A "szörnyeket" gyűjtő cirkusz igazgatója Elsa Mars (Jessica Lange).

### Hotel (2015–2016)
Az ötödik évad a Hotel alcímet kapta. A kísértetjárta Cortez Hotelben játszódik napjainkban (visszatekintésekkel a múltban). Központjában a függőség áll.

### Roanoke (2016)
Az ifjú pár vesz egy nagy házat az észak-karolinai Roanoke-szigeten. Idővel a háztartásbeli feleség elkezd furcsaságokat hallani, majd pedig tapasztalni. A férj persze aggódik, a hatóságok tehetetlenek, az események pedig beindulnak. A történetet a My Roanoke Nightmare című televíziós sorozat mutatja be, amely során profi színészek játsszák újra az áldozatok által átélt horrort.

### Szekta (2017)
A történetet a két politikai oldalt kedvelő személy szemszögéből ismerjük megː Egy megszállott Clinton-drukker és egy látszólag őrült Trump-hívő (Evan Peters) személyében.

### Apokalipszis (2018)
A nyolcadik évaddal Ryan Murphy magát a világvégét hozza el az Amerikai Horror Story világába. Központjában az első évadból megismert Michael Langdon, Tate és Vivien gyermeke áll, mint az Antikrisztus. A cselekmény a világ újraformálását követi végig két boszorkánygyülekezet által.

### 1984 (2019)
Brooke Thompsont egy távoli, újonnan megnyílt nyári táborba utazik, hogy tanácsadóként dolgozzon a sorozatgyilkos Richard Ramirez rémisztő találkozása után. A történet fontos szereplői Xavier Plympton, a sportos Chet Clancy, a könnyed Ray Powell és a lendületes Montana Duke. A táborba érve találkoznak tulajdonosával, a mélyen vallásos Margaret Booth-al, aki egykor ott lakott, és akinek saját tapasztalata van a gyilkossal kapcsolatban.

### Két történet (2021)
Harry Gardner, várandós felesége, Doris és lányuk, Alma Provincetownba költöznek , egy elszigetelt tengerparti massachusettsi városba, hogy Harry békében és zavartalanul dolgozzon. Miután letelepedtek, a város igazi lakói meg akarják ismerni őket..

### New York City (2022)
Ez az évad az 1980-as évek New Yorkjára és az ott történő meleg férfiakat érintő gyilkosságok sorozatára és egy új vírus megjelenésére összpontosít. 1981-ben New Yorkban a meleg közösséget célzó gyilkosságsorozat gyűlöletet szít a közönyös New York-i rendőrség (NYPD) iránt. A titkos nyomozó, Patrick Read (Russell Tovey) és partnere, a New York Native újságírója, Gino Barelli (Joe Mantello), akiért Patrick elhagyta volt barátnőjét, Barbara Readet (Leslie Grossman), nyomozni kezdenek a gyilkos homogyilkos duó, a nehezen megtalálható bőrruhás "Big Daddy" és a perverz Mr. Gideon Whitely (Jeff Hiller) után. Eltérő véleményük arról, hogyan közelítsék meg a nyomozást, azonban kapcsolatuk nehéz helyzetbe kerül. Patrickhoz és Ginohoz csatlakozik Adam Carpenter ( Charlie Carver), egy fiatal meleg férfi, akinek eltűnt egy barátja. Adam keresése során kapcsolatba kerül Theo Graves (Isaac Cole Powell) fotóssal, bár ez féltékenységet vált ki Theo mérgező partneréből, Sam Jonesból (Zachary Quinto). Eközben Dr. Hannah Wells (Billie Lourd) egy Fire Islandről terjedő új betegséget vizsgál, míg a kabaréénekesnő, Kathy Pizzaz (Patti LuPone) a helyi fürdőhelyszín csökkenő közönségével küzd.

### Delicate (2023–2024)
Danielle Valentine Kényes állapot című regénye alapján készült ez az évad, egyedülálló, mivel ez az első, amely regényből, és nem eredeti történetszálból adaptálódik. A cselekmény Anna Victoria Alcott (Emma Roberts), egy New Yorkban élő A-listás filmsztár körül forog, aki kétségbeesetten szeretne gyereket férjétől, Dexter 'Dex' Harding Jr.-tól (Matt Czuchry). Annak ellenére, hogy barátja és PR-menedzsere, Siobhan Corbyn (Kim Kardashian) aggódik a karrierjére gyakorolt hatás miatt egy amúgy is intenzív díjátadó szezon alatt, Anna elhatározza, hogy anya lesz lombikbébi kezelés révén a tekintélyes Dr. Andrew Hill ( Denis O'Hare) kezelésével. Azonban furcsa és kísérteties látomásokat kezd látni, amik elhitetik vele, hogy valaki (vagy valami) szabotálja a terhességi kísérleteit. Miután azt hiszi, hogy több nő is üldözi, köztük a hisztérikus Ms. Mavis Preecher (Julie White), a titokzatos Ivy Ehrenreich (Cara Delevingne ) és a megszállott szuperrajongó Susan Pratt (Ashlie Atkinson); Anna és Dex ideiglenesen a Hamptonsba költöznek, és Dex üzleti partnerének, Talia Thompsonnak (Juliana Canfield) egy különálló házában laknak. Talia felbérel egy Kamalt (Maaz Ali), hogy vigyázzon Annára, miközben a háznak egy titokzatos menedzsere, Nicolette (Michaela Jaé Rodriguez) is van. Ehhez jön még Dex és Talia új üzleti együttműködése a vonzó művésszel, Sonia Shawcrossszal (Annabelle Dexter-Jones), aki nagyon hasonlít Dex elhunyt volt feleségére, Adeline Hardingra (szintén Dexter-Jones), és Anna a határaira kerül, hogy mi is történik valójában vele.

### 13. évad
2018. december 5-én Murphy bejelentette, hogy a Coven boszorkányai visszatérnek egy jövőbeli évadban. 2020. január 9-én a sorozatot a 13. évadig meghosszabbították. 2024 októberében Murphy bejelentette, hogy Sarah Paulson és Evan Peters tárgyalásokat folytatnak a 13. évadra való visszatérésről. Később, 2025 júniusában egy Instagram-bejegyzésben megerősítette Paulson visszatérését.

## Szereplők
| Színész                | Magyar hang                    | Szerepek      | Szerepek   | Szerepek          | Szerepek | Szerepek     | Szerepek | Szerepek          | Szerepek | Szerepek    | Szerepek | Szerepek            | Szerepek | Szerepek | Szerepek | Szerepek     | Szerepek | Szerepek | Szerepek | Szerepek     | Szerepek | Szerepek        | Szerepek |                      |    | Epizódok |
| Színész                | Magyar hang                    | A gyilkos ház | 12         | Zártosztály       | 13       | Boszorkányok | 13       | Rémségek cirkusza | 13       | Hotel       | 12       | Roanoke             | 10       | Szekta   | 11       | Apokalipszis | 10       | 1984     | 9        | Két történet | 10       | New York        | 11       | Delicate             | 12 | 123      |
| ---------------------- | ------------------------------ | ------------- | ---------- | ----------------- | -------- | ------------ | -------- | ----------------- | -------- | ----------- | -------- | ------------------- | -------- | -------- | -------- | ------------ | -------- | -------- | -------- | ------------ | -------- | --------------- | -------- | -------------------- | -- | -------- |
| Sarah Paulson          | Peller Anna                    | Billie Dean   | 3          | Lana              | 13       | Cordelia     | 13       | Bette             | 12       | Sally       | 9        | Audrey              | 10       | Ally     | 11       | Cordelia     | 10       |          |          | Karen        | 8        |                 |          |                      |    | 89       |
| Sarah Paulson          | Peller Anna                    | Billie Dean   | 3          | Lana              | 13       | Cordelia     | 13       | Dot               | 12       | Billie Dean | 9        | Lana                | 10       | Ally     | 11       | Wilhemina    | 10       | Mamie    |          |              | 8        |                 |          |                      |    | 89       |
| Sarah Paulson          | Peller Anna                    | Billie Dean   | 3          | Lana              | 13       | Cordelia     | 13       | Dot               | 12       | Billie Dean | 9        | Lana                | 10       | Ally     | 11       | Billie Dean  | 10       | Mamie    |          |              | 8        |                 |          |                      |    | 89       |
| Evan Peters            | Czető Roland                   | Tate          | 12         | Kit               | 13       | Kyle         | 11       | Jimmy             | 13       | James P.    | 10       | Rory                | 4        | Kai      | 11       | Gallant      | 8        |          |          | Austin       | 5        |                 |          |                      |    | 87       |
| Evan Peters            | Czető Roland                   | Tate          | 12         | Kit               | 13       | Kyle         | 11       | Jimmy             | 13       | James P.    | 10       | Rory                | 4        | Kai      | 11       | Jeff         | 8        |          |          | Austin       | 5        |                 |          |                      |    | 87       |
| Evan Peters            | Czető Roland                   | Tate          | 12         | Kit               | 13       | Kyle         | 11       | Jimmy             | 13       | James P.    | 10       | Rory                | 4        | Kai      | 11       | Tate         | 8        |          |          | Austin       | 5        |                 |          |                      |    | 87       |
| Evan Peters            | Czető Roland                   | Tate          | 12         | Kit               | 13       | Kyle         | 11       | Jimmy             | 13       | James P.    | 10       | Rory                | 4        | Kai      | 11       | James P.     | 8        |          |          | Austin       | 5        |                 |          |                      |    | 87       |
| Jessica Lange          | Csere Ágnes                    | Constance     | 11         | Jude nővér        | 13       | Fiona        | 13       | Elsa              | 13       |             |          |                     |          |          |          | Constance    | 2        |          |          |              |          |                 |          |                      |    | 52       |
| Lily Rabe              | Solecki Janka                  | Nora          | 7          | Mary Eunice nővér | 10       | Misty        | 10       | Mary Eunice nővér | 1        | Aileen      | 2        | Shelby              | 10       |          |          | Misty        | 2        | Lavinia  | 3        | Doris        | 6        |                 |          |                      |    | 51       |
| Lily Rabe              | Solecki Janka                  | Nora          | 7          | Mary Eunice nővér | 10       | Misty        | 10       | Mary Eunice nővér | 1        | Aileen      | 2        | Shelby              | 10       | Amelia   |          | Misty        | 2        | Lavinia  | 3        |              | 6        |                 |          |                      |    | 51       |
| Kathy Bates            | Zsurzs Kati / Molnár Piroska   |               |            |                   |          | Delphine     | 10       | Ethel             | 10       | Iris        | 11       | Agnes Mary          | 8        |          |          | Miriam       | 10       |          |          |              |          |                 |          |                      |    | 49       |
| Kathy Bates            | Zsurzs Kati / Molnár Piroska   | Robot         |            |                   |          | Delphine     | 10       | Ethel             | 10       | Iris        | 11       | Agnes Mary          | 8        |          |          |              | 10       |          |          |              |          |                 |          |                      |    | 49       |
| Kathy Bates            | Zsurzs Kati / Molnár Piroska   | Delphine      |            |                   |          | Delphine     | 10       | Ethel             | 10       | Iris        | 11       | Agnes Mary          | 8        |          |          |              | 10       |          |          |              |          |                 |          |                      |    | 49       |
| Frances Conroy         | Egri Márta / Igó Éva           | Moira lelke   | 11         | Halálangyal       | 5        | Myrtle       | 9        | Gloria            | 8        |             |          | Polk anyó alakítója | 1        | Bebe     | 2        | Myrtle       | 7        |          |          | Belle        | 6        |                 |          |                      |    | 49       |
| Frances Conroy         | Egri Márta / Igó Éva           | Moira lelke   | 11         | Halálangyal       | 5        | Myrtle       | 9        | Gloria            | 8        | Moira lelke |          | Polk anyó alakítója | 1        | Bebe     | 2        |              | 7        |          |          | Belle        | 6        |                 |          |                      |    | 49       |
| Denis O'Hare           | Harsányi Gábor                 | Larry         | 8          |                   |          | Spalding     | 10       | Stanley           | 10       | Liz Taylor  | 11       | William             | 5        |          |          |              |          |          |          | Holden       | 4        | Henry Grant     |          | Dr. Andrew Hill      |    | 48       |
| Emma Roberts           | Bogdányi Titanilla             |               |            |                   |          | Madison      | 13       | Maggie            | 10       |             |          |                     |          | Serena   | 1        | Madison      | 7        | Brooke   | 9        |              |          |                 |          | Anna Victoria Alcott |    | 40       |
| Angela Bassett         | Bognár Gyöngyvér               |               |            |                   |          | Marie        | 12       | Desiree           | 11       | Ramona      | 7        | Monet               | 9        |          |          | Marie        | 1        |          |          |              |          |                 |          |                      |    | 40       |
| Taissa Farmiga         | Pekár Adrienn                  | Violet        | 11         |                   |          | Zoe          | 13       |                   |          |             |          | Sophie              | 1        |          |          | Zoe          | 6        |          |          |              |          |                 |          |                      |    | 31       |
| Taissa Farmiga         | Pekár Adrienn                  | Violet        | 11         | Violet            |          | Zoe          | 13       |                   |          |             |          | Sophie              | 1        |          |          |              | 6        |          |          |              |          |                 |          |                      |    | 31       |
| Adina Porter           | Balogh Anna / Virághalmy Judit | Sally         | 1          |                   |          |              |          |                   |          |             |          | Lee                 | 9        | Beverly  | 10       | Dinah        | 7        |          |          | Burleson     | 3        |                 |          |                      |    | 30       |
| Leslie Grossman        | Nádasi Veronika                |               |            |                   |          |              |          |                   |          |             |          |                     |          | Meadow   | 6        | Coco         | 8        | Margaret | 8        | Ursula       | 8        | Barbara Read    |          |                      |    | 30       |
| Leslie Grossman        | Nádasi Veronika                | Patricia      | Dr. Calico |                   |          |              |          |                   |          |             |          |                     |          |          | 6        | Coco         | 8        | Margaret | 8        |              | 8        |                 |          |                      |    | 30       |
| Billie Lourd           | Csifó Dorina                   |               |            |                   |          |              |          |                   |          |             |          |                     |          | Winter   | 10       | Mallory      | 8        | Montana  | 9        | Leslie       | 2        | Dr.Hannah Wells |          |                      |    | 29       |
| Finn Wittrock          | Szatory Dávid                  |               |            |                   |          |              |          | Dandy             | 12       | Tristan     | 9        | Jether              | 2        |          |          |              |          | Bobby    | 1        | Harry        | 5        |                 |          |                      |    | 29       |
| Finn Wittrock          | Szatory Dávid                  | Rudolph       |            |                   |          |              |          | Dandy             | 12       |             | 9        | Jether              | 2        |          |          |              |          | Bobby    | 1        | Harry        | 5        |                 |          |                      |    | 29       |
| Cheyenne Jackson       | Posta Victor                   |               |            |                   |          |              |          |                   |          | Will        | 9        | Sidney              | 7        | Rudy     | 8        | John Henry   | 4        |          |          |              |          |                 |          |                      |    | 28       |
| Dylan McDermott        | Varga Gábor                    | Ben           | 12         | Johnny            | 5        |              |          |                   |          |             |          |                     |          |          |          | Ben          | 1        | Bruce    | 3        |              |          |                 |          |                      |    | 21       |
| Gabourey Sidibe        | Szilágyi Csenge                |               |            |                   |          | Queenie      | 12       | Regina            | 3        | Queenie     | 1        |                     |          |          |          | Queenie      | 5        |          |          |              |          |                 |          |                      |    | 21       |
| Wes Bentley            | Orosz Ákos                     |               |            |                   |          |              |          | Edward            | 3        | John        | 11       | Dylan               | 7        |          |          |              |          |          |          |              |          |                 |          |                      |    | 21       |
| Cody Fern              | Csiby Gergely                  |               |            |                   |          |              |          |                   |          |             |          |                     |          |          |          | Michael      | 10       | Xavier   | 9        | Thor         | 2        |                 |          |                      |    | 21       |
| Jamie Brewer           | Pupos Tímea                    | Adelaide      | 6          |                   |          | Nan          | 9        | Marjorie          | 2        |             |          |                     |          | Hedda    | 1        | Nan          | 2        |          |          |              |          |                 |          |                      |    | 20       |
| Naomi Grossman         | Kokas Piroska                  |               |            | Pepper            | 7        |              |          | Pepper            | 10       |             |          |                     |          |          |          | Samantha     | 2        |          |          |              |          |                 |          |                      |    | 19       |
| John Caroll Lynch      | Háda János                     |               |            |                   |          |              |          | Twisty            | 5        | John Wayne  | 2        |                     |          | Twisty   | 2        |              |          | Benjamin | 9        |              |          |                 |          |                      |    | 18       |
| Chloë Sevigny          | Andrusko Marcella              |               |            | Shelley           | 6        |              |          |                   |          | Alex        | 12       |                     |          |          |          |              |          |          |          |              |          |                 |          |                      |    | 18       |
| Erika Ervin            | Kiss Eszter                    |               |            |                   |          |              |          | Eve               | 13       |             |          |                     |          |          |          | Az Ököl      | 3        |          |          |              |          |                 |          |                      |    | 16       |
| Zachary Quinto         | Pál András                     | Chad          | 4          | Oliver doktor     | 12       |              |          |                   |          |             |          |                     |          |          |          |              |          |          |          |              |          | Sam             |          |                      |    | 16       |
| Mare Winningham        | Bertalan Ágnes                 |               |            |                   |          | Alicia       | 2        | Rita              | 1        | Hazel       | 11       |                     |          | Sally    | 1        |              |          |          |          |              |          |                 |          |                      |    | 15       |
| Lady Gaga              | Létay Dóra                     |               |            |                   |          |              |          |                   |          | Elizabeth   | 12       | Scáthach alakítója  | 3        |          |          |              |          |          |          |              |          |                 |          |                      |    | 15       |
| Angelica Ross          |                                |               |            |                   |          |              |          |                   |          |             |          |                     |          |          |          |              |          | Donna    | 9        | Vegyész      | 6        |                 |          |                      |    | 15       |
| Angelica Ross          | Theta                          |               |            |                   |          |              |          |                   |          |             |          |                     |          |          |          |              |          | Donna    | 9        |              | 6        |                 |          |                      |    | 15       |
| Connie Britton         | Bognár Anna                    | Vivien        | 12         |                   |          |              |          |                   |          |             |          |                     |          |          |          | Vivien       | 1        |          |          |              |          |                 |          |                      |    | 13       |
| Chaz Bono              | Bácskai János                  |               |            |                   |          |              |          |                   |          |             |          | Brian               | 5        | Gary     | 8        |              |          |          |          |              |          |                 |          |                      |    | 13       |
| Billy Eichner          | Láng Balázs                    |               |            |                   |          |              |          |                   |          |             |          |                     |          | Harrison | 7        | Brock        | 5        |          |          |              |          |                 |          |                      |    | 12       |
| Billy Eichner          | Láng Balázs                    | Mutt          |            |                   |          |              |          |                   |          |             |          |                     |          | Harrison | 7        |              | 5        |          |          |              |          |                 |          |                      |    | 12       |
| Lesley Jordan          | Beregi Péter                   |               |            |                   |          | Quentin      | 3        |                   |          |             |          | Ashley              | 3        |          |          |              |          | Courtney | 4        |              |          |                 |          |                      |    | 10       |
| Matt Boomer            | Hujber Ferenc                  |               |            |                   |          |              |          | Andy              | 1        | Donovan     | 9        |                     |          |          |          |              |          |          |          |              |          |                 |          |                      |    | 10       |
| Danny Huston           | Kőszegi Ákos                   |               |            |                   |          | A Hóhér      | 7        | Massimo           | 3        |             |          |                     |          |          |          |              |          |          |          |              |          |                 |          |                      |    | 10       |
| Christine Estabrook    | Udvarias Anna                  | Marcy         | 6          |                   |          |              |          |                   |          | Marcy       | 3        |                     |          |          |          |              |          |          |          |              |          |                 |          |                      |    | 9        |
| Zach Villa             |                                |               |            |                   |          |              |          |                   |          |             |          |                     |          |          |          |              |          | Richard  | 9        |              |          |                 |          |                      |    | 9        |
| Gus Kenworthy          |                                |               |            |                   |          |              |          |                   |          |             |          |                     |          |          |          |              |          | Chet     | 9        |              |          |                 |          |                      |    | 9        |
| Grace Gummer           | Sallai Nóra                    |               |            |                   |          | Millie       | 1        | Penny             | 7        |             |          |                     |          |          |          |              |          |          |          |              |          |                 |          |                      |    | 8        |
| Alexandra Breckenridge | Pálmai Anna                    | Moira         | 6          |                   |          | Kaylee       | 2        |                   |          |             |          |                     |          |          |          |              |          |          |          |              |          |                 |          |                      |    | 8        |
| Matt Ross              | Imre István                    | Charles       | 6          |                   |          |              |          |                   |          | Charles     | 1        |                     |          |          |          |              |          |          |          |              |          |                 |          |                      |    | 7        |
| Ashlynn Ross           | Hábermann Lívia                |               |            |                   |          | Jeanne       | 5        | Myrna             | 2        |             |          |                     |          |          |          |              |          |          |          |              |          |                 |          |                      |    | 7        |
| Gloria Laino           | Lipcsey-Colini Borbála         |               |            | A Mexikói         | 4        |              |          |                   |          |             |          |                     |          |          |          | Presbiter    | 1        |          |          |              |          |                 |          |                      |    | 5        |
| Ben Woolf              | Szokol Péter                   | Thaddeus      | 2          |                   |          |              |          | Meep              | 3        |             |          |                     |          |          |          |              |          |          |          |              |          |                 |          |                      |    | 5        |
| Macaulay Culkin        |                                |               |            |                   |          |              |          |                   |          |             |          |                     |          |          |          |              |          |          |          | Mickey       | 5        |                 |          |                      |    | 5        |
| Lance Reddick          | Mihályi Győző                  |               |            |                   |          | Papa Legba   | 3        |                   |          |             |          |                     |          |          |          | Papa Legba   | 1        |          |          |              |          |                 |          |                      |    | 4        |
| Robin Bartlett         | Zsurzs Kati                    |               |            | Miranda           | 1        | Cecily       | 3        |                   |          |             |          |                     |          |          |          |              |          |          |          |              |          |                 |          |                      |    | 4        |
| Mena Suvari            | Zakariás Éva                   | Elizabeth     | 2          |                   |          |              |          |                   |          |             |          |                     |          |          |          | Elizabeth    | 1        |          |          |              |          |                 |          |                      |    | 3        |
| Anthony Ruivivar       | Galbenisz Tomasz               | Miguel        | 1          |                   |          |              |          |                   |          | Richard     | 2        |                     |          |          |          |              |          |          |          |              |          |                 |          |                      |    | 3        |
| Stevie Nicks           | Koncz-Kiss Anikó               |               |            |                   |          | Önmaga       | 2        |                   |          |             |          |                     |          |          |          | Önmaga       | 1        |          |          |              |          |                 |          |                      |    | 3        |

### 1. évad (A gyilkos ház)

#### Főszereplők
| Színész         | Szerep                    | Magyar hang    |
| --------------- | ------------------------- | -------------- |
| Dylan McDermott | Dr. Benjamin "Ben" Harmon | Varga Gábor    |
| Connie Britton  | Vivien Harmon             | Bognár Anna    |
| Taissa Farmiga  | Violet Harmon             | Pekár Adrienn  |
| Evan Peters     | Tate Langdon              | Czető Roland   |
| Denis O'Hare    | Larry Harvey              | Harsányi Gábor |
| Jessica Lange   | Constance Langdon         | Csere Ágnes    |

#### Mellékszereplők
- Frances Conroy, mint Moira O'Hara, a házvezetőnő ...... magyar hangja: Egri Márta
- Alexandra Breckenridge, mint a fiatal Moira O'Hara ...... magyar hangja: Pálmai Anna
- Jamie Brewer, mint Adelaide "Addie", Constance Down-szindrómás lánya ...... magyar hangja: Pupos Tímea
- Kate Mara, mint Hayden McClaine, Ben tanítványa és korábbi szeretője ...... magyar hangja: Andrusko Marcella
- Christine Estabrook, mint Marcy, a család ingatlanügynöke ...... magyar hangja: Udvarias Anna
- Zachary Quinto, mint Chad Warwick, a ház tulajdonosa a Harmon család érkezése előtt ...... magyar hangja: Pál András
- Teddy Sears, mint Patrick, Chad Warwick partnere
- Shelby Young, mint Leah, Violet zaklatója, új iskolájában ...... magyar hangja: Tamási Nikolett
- Matt Ross, mint Dr. Charles Montgomery, sebész a ház építője, 1922-ben ...... magyar hangja: Imre István
- Lily Rabe, mint Nora Montgomery, Dr. Montgomery felesége ...... magyar hangja: Solecki Janka
- Michael Graziadei, mint Travis, Constance fiatal szeretője
- Morris Chestnut, mint Luke, rendőrtiszt ...... magyar hangja: Maday Gábor
- Brando Eaton, mint Kyle Greenwell, a Westfield Gimnáziumi lövöldözés áldozata
- Ashley Rickards, mint Chloe Stapleton, a Westfield Gimnáziumi lövöldözés áldozata
- Alessandra Torresani, mint Stephanie Boggs, a Westfield Gimnáziumi lövöldözés áldozata
- Sarah Paulson, mint Billie Dean, a médium ...... magyar hangja: Peller Anna

### 2. évad (Zártosztály)

#### Főszereplők
| Színész(nő)     | Szerep                   | Magyar hang    |
| --------------- | ------------------------ | -------------- |
| Jessica Lange   | Jude Nővér               | Csere Ágnes    |
| James Cromwell  | Dr. Arthur Arden         | Barbinek Péter |
| Zachary Quinto  | Dr. Oliver Thredson      | Pál András     |
| Joseph Fiennes  | Monsignor Timothy Howard | Viczián Ottó   |
| Sarah Paulson   | Lana Winters             | Peller Anna    |
| Evan Peters     | Kit Walker               | Czető Roland   |
| Lily Rabe       | Sister Mary Eunice       | Solecki Janka  |
| Lizzie Brocheré | Grace                    | Tarr Judit     |

#### Mellékszereplők
- Adam Levine, mint Leo ...... magyar hangja: Horváth Illés
- Jenna Dewan, mint Teresa ...... magyar hangja: Szávai Viktória
- Chloë Sevigny, mint Shelly ...... magyar hangja: Andrusko Marcella
- Mark Consuelos, mint Spivey
- Naomi Grossman, mint Pepper ...... magyar hangja: Szilágyi Csenge
- Britne Oldford, mint Alma Walker ...... magyar hangja: Szabó Zselyke
- Clea DuVall, mint Wendy ...... magyar hangja: Köves Dóra
- Finn Jones, mint Daniel
- Franka Potente[21]
- Blake Sheldon, mint Devon és Cooper[22]
- James J. Collins, mint Pierre[23]
- Frances Conroy, mint a Halál angyala......[24] magyar hangja: Egri Márta

### 3. évad (Boszorkányok)
| Színész(nő)     | Szerep                         | Magyar hang        |
| --------------- | ------------------------------ | ------------------ |
| Jessica Lange   | Fiona Goode                    | Csere Ágnes        |
| Kathy Bates     | Madame Delphine LaLaurie       | Molnár Piroska     |
| Sarah Paulson   | Cordelia Foxx / Cordelia Goode | Peller Anna        |
| Angela Bassett  | Marie Laveau                   | Bognár Gyöngyvér   |
| Gabourey Sidibe | Queenie                        | Szilágyi Csenge    |
| Jamie Brewer    | Nan                            | Pupos Tímea        |
| Evan Peters     | Kyle Spencer                   | Czető Roland       |
| Lily Rabe       | Misty Day                      | Solecki Janka      |
| Emma Roberts    | Madison Montgomery             | Bogdányi Titanilla |
| Taissa Farmiga  | Zoe Benson                     | Pekár Adrienn      |
| Frances Conroy  | Myrtle Snow                    | Egri Márta         |
| Denis O'Hare    | Spalding                       | Harsányi Gábor     |

### 4. évad (Rémségek cirkusza)
| Színész(nő)         | Szerep               | Magyar hang        |
| ------------------- | -------------------- | ------------------ |
| Jessica Lange       | Elsa Mars            | Csere Ágnes        |
| Kathy Bates         | Ethel Darling        | Molnár Piroska     |
| Angela Bassett      | Desiree Dupree       | Bognár Gyöngyvér   |
| Sarah Paulson       | Bette & Dot Tattler  | Peller Anna        |
| Evan Peters         | Jimmy Darling        | Czető Roland       |
| Ann McKenzie        | Eudora Tattler       |                    |
| Erika Ervin         | Amazon Eve           | Kiss Eszter        |
| John Caroll Lynch   | Twisty, a torz bohóc | Háda János         |
| Mat Fraser          | Paul                 | Fehér Péter        |
| Rose Siggins        | Lábatlan Suzi        | Csonka Anikó       |
| Naomi Grossman      | Pepper               |                    |
| Christopher Neiman  | Salty                |                    |
| Ben Woolf           | Meep                 |                    |
| Grace Gummer        | Penny                | Sallai Nóra        |
| Ramona Tyler        | Mildred Bachman      |                    |
| Denis O'Hare        | Stanley              | Harsányi Gábor     |
| Emma Roberts        | Maggie               | Bogdányi Titanilla |
| Jyoti Amge          | Ma Petite            |                    |
| Michael Chiklis     | Dell Toledo          | Berzsenyi Zoltán   |
| Finn Wittrock       | Dandy Mott           | Szatory Dávid      |
| Frances Conroy      | Gloria Mott          | Egri Márta         |
| Neil Patrick Harris | Chester Creb         | Markovics Tamás    |
| Matt Bomer          | Andy                 | Hujber Ferenc      |

### 5. évad (Hotel)

#### Főszereplők
| színész(nő)      | Szerep                            | Magyar hang       |
| ---------------- | --------------------------------- | ----------------- |
| Lady Gaga        | Elizabeth, a grófnő               | Létay Dóra        |
| Kathy Bates      | Iris                              | Molnár Piroska    |
| Sarah Paulson    | Hypodermic Sally                  | Peller Anna       |
| Evan Peters      | James Patrick March               | Czető Roland      |
| Wes Bentley      | John Lowe                         | Orosz Ákos        |
| Matt Bomer       | Donovan                           | Hujber Ferenc     |
| Chloë Sevigny    | Alex Lowe                         | Andrusko Marcella |
| Denis O'Hare     | Liz Taylor                        | Harsányi Gábor    |
| Cheyenne Jackson | Will Drake                        | Posta Victor      |
| Angela Bassett   | Ramona Royale                     | Bognár Gyöngyvér  |
| Finn Wittrock    | Tristan Duffy / Rudolph Valentino | Szatory Dávid     |

#### Mellékszereplők
- Max Greenfield mint ... Gabriel
- Richard T. Jones mint ... Hahn nyomozó ...... magyar hangja: Welker Gábor
- Helena Mattson... Agnetha ...... magyar hangja: Vágó Bernadett
- Lily Rabe mint ... Aileen Wuornos ...... magyar hangja: Solecki Janka
- Naomi Campbell mint ... Claudia ...... magyar hangja: Agócs Judit
- Mädchen Amick ... Mrs. Ellison ...... magyar hangja: Erdős Borcsa
- Darren Criss mint ... Justin
- Mare Winningham ... Hazel Evers ...... magyar hangja: Bertalan Ágnes
- Christine Estabrook mint ... Marcy ...... magyar hangja: Udvarias Anna
- Gabourey Sidibe mint Queenie ...... magyar hangja: Szilágyi Csenge

### 6. évad (Roanoke)

#### Főszereplők
| Színész(nő)      | Szerep                |
| ---------------- | --------------------- |
| Kathy Bates      | Tomasyn White         |
| Kathy Bates      | Agnes Mary Winstead   |
| Sarah Paulson    | Shelby Miller         |
| Sarah Paulson    | Audrey Tindall        |
| Sarah Paulson    | Lana Winters          |
| Cuba Gooding Jr. | Matt Miller           |
| Cuba Gooding Jr. | Dominic Banks         |
| Lily Rabe        | Shelby Miller         |
| André Holland    | Matt Miller           |
| Denis O'Hare     | Dr. Elias Cunningham  |
| Denis O'Hare     | William van Henderson |
| Wes Bentley      | Ambrose White         |
| Wes Bentley      | Dylan                 |
| Evan Peters      | Edward Philippe Mott  |
| Evan Peters      | Rory Monahan          |
| Cheyenne Jackson | Sidney Aaron James    |
| Angela Bassett   | Lee Harris            |
| Angela Bassett   | Monet Tumusiime       |

#### Mellékszereplők
- Lady Gaga, mint Scathach
- Frances Conroy, mint Polk anyuka
- Finn Wittrock, mint Jether Polk
- Adina Porter, mint Lee Harris
- Leslie Jordan, mint Ashley Gilbert és Cricket Marlowe
- Saniyya Sidney, mint Flora Harris
- Charles Malik Whitfield, mint Mason Harris
- Colby French, mint rendőr
- Maya Rose Berko, mint Miranda nővér
- Kristen Rakes, mint Bridget nővér
- Grady Lee Richmond, mint Ishmael Polk
- Chaz Bono, mint Brian Wells és Lot Polk
- Orson Chaplin, mint Cain Polk
- Robin Weigert, mint Polk anyuka
- Estelle Hermansen, mint Priscilla
- Billy Snow, mint Rhett Snow

## Évados áttekintés
| Évad | Évad | Részek száma | Magyar cím       | Eredeti cím    | Eredeti sugárzás     | Eredeti sugárzás   | Eredeti adó         | Magyar sugárzás     | Magyar sugárzás     | Magyar adó |
| Évad | Évad | Részek száma | Magyar cím       | Eredeti cím    | Évadbemutató         | Évadzáró           | Eredeti adó         | Évadbemutató        | Évadzáró            | Magyar adó |
| ---- | ---- | ------------ | ---------------- | -------------- | -------------------- | ------------------ | ------------------- | ------------------- | ------------------- | ---------- |
|      | 1    | 12           | A gyilkos ház    | Murder House   | 2011. október 5.     | 2011. december 21. |                     | 2013. június 7.     | 2013. augusztus 23. |            |
|      | 2    | 13           | Zártosztály      | Asylum         | 2012. október 17.    | 2013. január 23.   | 2013. augusztus 30. | 2013. november 22.  |                     |            |
|      | 3    | 13           | Boszorkányok     | Coven          | 2013. október 9.     | 2014. január 29.   | 2014. október 10.   | 2015. január 2.     |                     |            |
|      | 4    | 13           | Rémségek cirkusz | Freak Show     | 2014. október 8.     | 2015. január 21.   | 2015. április 3.    | 2015. május 15.     |                     |            |
|      | 5    | 12           | Hotel            | Hotel          | 2015. október 7.     | 2016. január 13.   | 2016. április 29.   | 2016. június 3.     |                     |            |
|      | 6    | 10           | Roanoke          | Roanoke        | 2016. szeptember 14. | 2016. november 16. | 2017. június 9.     | 2017. augusztus 11. |                     |            |
|      | 7    | 11           | Szekta           | Cult           | 2017. szeptember 5.  | 2017. november 14. | 2018. március 6.    | 2018. május 16.     |                     |            |
|      | 8    | 10           | Apokalipszis     | Apocalypse     | 2018. szeptember 12. | 2018. november 14. | 2019. április 6.    | 2019. június 5.     |                     |            |
|      | 9    | 9            | 1984             | 1984           | 2019. szeptember 18. | 2019. november 13. | 2020. március 16.   | 2020. november 2.   |                     |            |
|      | 10   | 10           | Két történet     | Double Feature | 2021. augusztus 25.  | 2021. október 20.  | 2022. június 14     | 2022. június 14     |                     |            |
|      | 11   | 10           | New York         | New York City  | 2022. október 19.    | 2022. november 16. | 2022. november 16.  | 2023. január 18.    |                     |            |
|      | 12   | 9            | TBA              | Delicate       | 2023. szeptember 20. | 2024. április 24.  | 2023. november 22.  | 2024. május 29.     |                     |            |
|      | 13   | TBA          | TBA              | TBA            | TBA                  | TBA                | TBA                 | TBA                 | TBA                 |            |

## Produkció

### Koncepció
Ryan Murphy és Brad Falchuk, a sorozat készítői már akkor elkezdtek dolgozni az American Horror Story-n mielőtt későbbi sorozatukat, a Glee-t forgatni kezdték volna. Murpy teljesen más témához szeretett volna nyúlni, mint eddig, ezért elkezdett dolgozni egy új sorozaton. Így nyilatkozott terveiről: „Egy olyan dolgot szerettem volna csinálni, ami teljesen más oldalról mutatja be a személyiségem”. Falchuk el volt ragadtatva az ötlettől, hogy egy teljesen új műfajt hozhatnak létre a horror műfaján belül, a sorozat fő célja az volt, hogy megijesszük a nézőket. „Azt akartuk, hogy az emberek egy kicsit gondolkodjanak az egyes epizódok után.” – mondta Falchuk.
A sorozat sötét hangulata hasonló az ABC korábbi szappanoperájához a Dark Shadows-hoz, amit Murphynek nagyanyja unszolására kötelező volt néznie, hogy erősebb legyen. Továbbá olyan klasszikus horror történetek is inspirálták a sorozat készítőit, mint Roman Polański Rosemary gyermeke, vagy Stanley Kubrick Ragyogása.
Murphy és Falluck már a sorozat kezdetén úgy tervezték, hogy minden évad más-más történetet mesél majd el. 2011 februárjában az FX hivatalosan is bejelentette, hogy megrendelt egy pilot epizódot a Murphy-Falchuk párostól, melyet mindketten írnának, de csak Murphy rendezné. Dante Di Loreto később bejelentették, mint a készülő sorozat vezető producerét. A gyártás 2011 áprilisában kezdődött meg. 2011. július 18-án az FX hivatalosan bejelentette, hogy berendeli a sorozat többi epizódját. 2011. augusztus 3-án az írói stábhoz csatlakozott Tim Minear, Jennifer Salt, James Wong és Jessica Sharzer is.
Az első évad fináléja után Murphy bejelentette, hogy tervei vannak a színészgárda és a helyszín megváltoztatására a második évadra. Bár úgy fogalmazott, hogy néhány színész visszatérhet a második évadban: „Azok, akik visszatérnek egy teljesen más szereplőt, lényt, szörnyet stb. fognak játszani. Harmonék történetének vége.” 2012 novemberében az FX vezetője, John Landgraf, így nyilatkozott a formátumról: „Az ötlet, hogy egy antológiasorozatot készítsünk egy változatos szereplőgárdával, úttörőnek bizonyult és hihetetlen pozitív kritikai visszhang érte, ami bizonyára a műfaj terjedéséhez is hozzá fog járulni.”

### Szereposztás

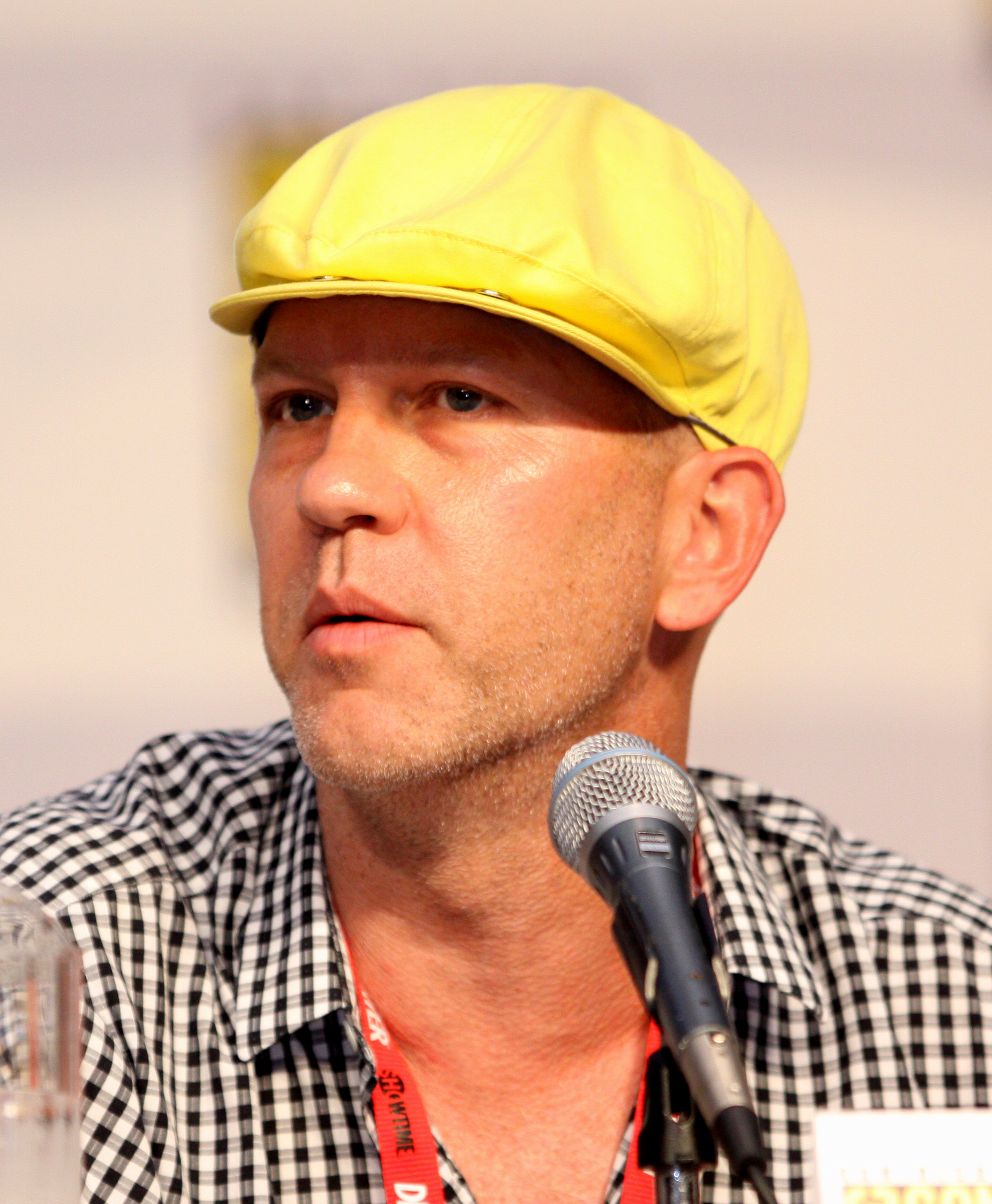
Ryan Murphy a sorozat készítője

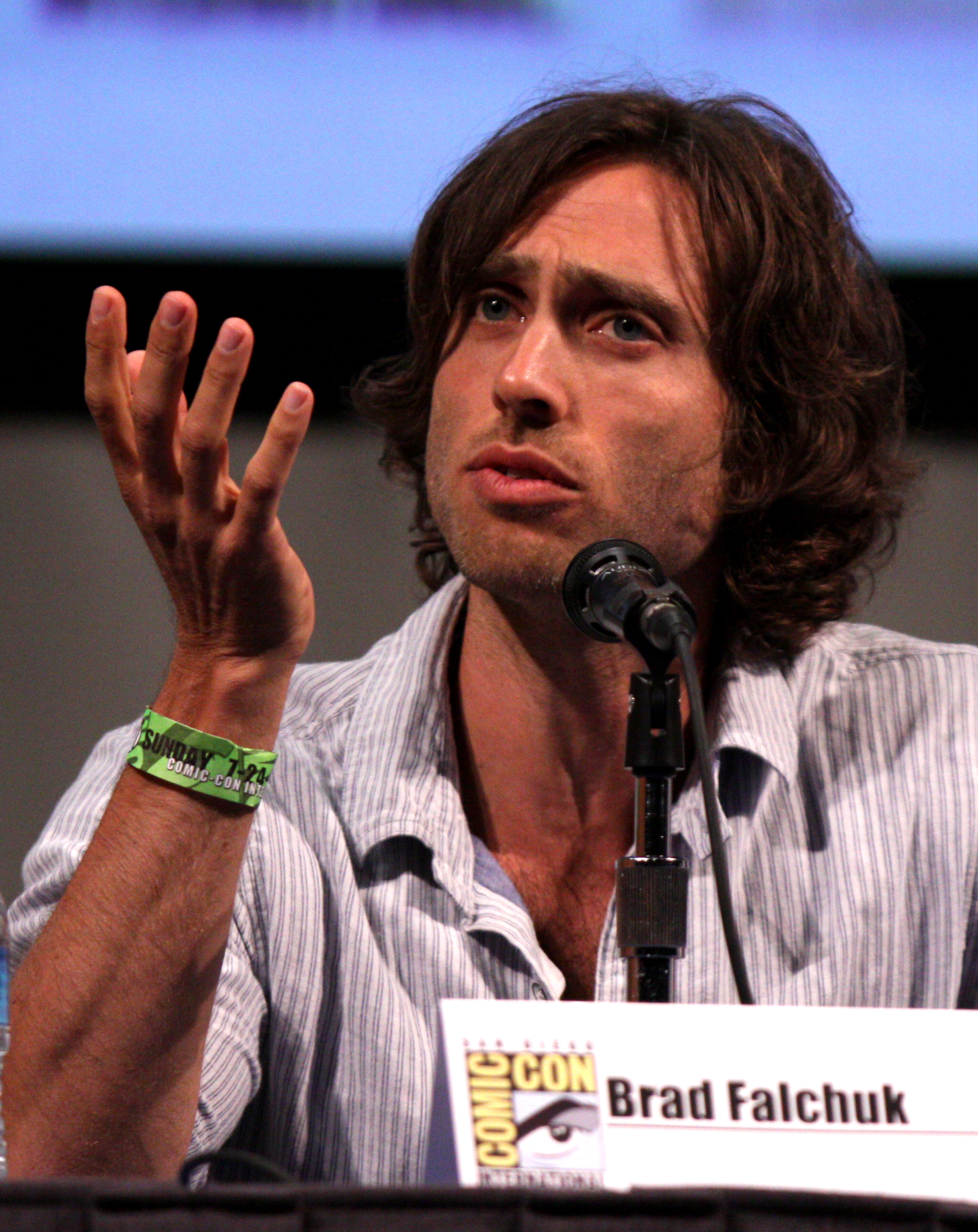
Brad Falchuk a sorozat készítője

A szereplők bejelentésének sora 2011 márciusában kezdődött meg Connie Brittonnal, aki a sorozat női főszerepét, Vivient kapta meg. Britton úgy nyilatkozott, hogy nagy kockázatot vállalt a szerep elvállalásával. Amikor Murphy megmutatta neki Vivient, így nyilatkozott: „Ez valami olyan, amit soha nem csináltam ez előtt. Teljesen megváltozik az egész sorozat folyamán a szereplő.” Nagyon megtetszett neki és izgalmasnak találta a szereplőt, ezért elfogadta a szerepet. Az Entertainment Weekly egyik interjújában Ryan Murphy elmondta, hogy mikor Connie Britton megkapta a szerepet, elmondta neki, hogy az általa játszott szereplő akár meg is halhat az évad során. „Már az évad kezdetén végeztünk az egész évad történéseivel.”- mondta. „A főszereplőkkel zajló tárgyalások és megbeszélések alapján Connie-nak, Dylannak [McDermott] és Jessicának [Lange] elmondtam, hogy hol kezdődött a szereplőjük története, hol tartanak most és mi lesz a végük, de az, hogy hogyan jutnak el oda, mi lesz a teljes történetük azt nem mondtuk el nekik. Egyedül Connie tudta a teljes történetet.”
Március végén bejelentették, hogy Larry Havery szerepét Denis O’Hare kapta meg. Áprilisban Jessica Lange, Constace-ként csatlakozott a színészgárdához, mégpedig első állandó televíziós szerepében. Lange többek között azért fogadta el a szerepet, mert nem egy állandó 22 részes sorozatról volt szó. "Hatalmas dolog volt nekem! Egyáltalán nem akartam 6 hónapnál többet forgatni. Inkább a prémium csatornás sorozatokat vállalom el, mint a kábel szerepléseket. Már korábban is több felkérésem volt, hogy szerepeljek kábeles sorozatokban, de az az idő amivel egy ilyen sorozatnak a forgatása jár, egyszerűen nem tudtam volna bevállalni.
Áprilisban Dylan McDermott szerződtették le Ben Harmon szerepére. Őt „jóképű férfias, és érzelmes férfiként jellemezték, aki szereti a családját, bár tudja, hogy megbántotta a feleségét”. McDermott teljesen más szereplőt szeretett volna megformálni, mint korábbi sorozatában, az Ügyvédekben (The Practice). „[...] teljes mértékben azt szerettem volna csinálni, amit ebben a sorozatban lehet. Az ember úgy gondolnak rám, mint az a srác a The Practice-ből [Ügyvédekből], épp ezért pont azt szerettem volna, ha teljesen az ellenkezőjét csinálom, mint abban, remélem ebben a showban ez sikerül.”- mondta.
Taissa Farmiga és Evan Peters májusban kapták meg Violet Harmon és Tate Langdon szerepét. Farmiga rögtön beleszeretett Violet alakjába, főleg a stílusa miatt. Murphy úgy írta le Tate-et, mint a sorozat egy „igazi szörnyetegét”: „Evan és az írók remek munkájának köszönhetően, Evan hihetetlenül jó munkát végzett, hiszen a szereplő a tetteitől függetlenül szerethető maradt.”
2012 márciusában Murphy bejelentette, hogy a második évadot kifejezetten Jessica Lange számára tervezték, akkor így nyilatkozott: „Ez igazán a Jessica Lange show lesz, és már nagyon izgatottan várom. Csak számára találtuk ki és terveztük meg ezt a Constancéval teljesen ellentétes karaktert. Sok dolgot közösen vitattunk meg. Rengeteg ötlete volt, ami igazán sokat hozzátett a karakterhez. Elmondta például azokat a dolgokat is, hogy milyen szerepeket szeretett volna eljátszani színésznőként.” Lange karaktere egy apáca, aki egy elmegyógyintézet vezetője, karakterének neve Jude Nővér lesz. Zachary Quinto, aki mellékszereplőként tűnt fel az első évadban, a második évadban az egyik férfi főszereplő lesz, derült ki 2012 márciusában. A William S. Paley Filmfesztiválon további három színész nevét erősítette meg Murphy (Evan Peters, Sarah Paulson és Lily Rabe).
Szintén 2012 márciusában a sorozat készítői megerősítették, hogy a Maroon 5 énekese, Adam Levine szerepet kapott a sorozatban. Egy pár egyik tagját fogja játszani, akit csak úgy ismernek, mint „A Szerelmesek”. Feleségét Jenna Dewan fogja alakítani. 2012 áprilisában Gia karakterét Lizzie Brocheré kapta meg. Gia egy „kegyetlen, rendkívül szexuális és veszélyes vad” jellem, aki Jessica karakterének nagy riválisa. 2012 májusában James Cromwell is szerepet kapott a második évadban, mint Dr. Arden, aki Lange karakterének feljebbvalója és ellensége. Chloë Sevigny egy szexmániás karaktert fog alakítani, akit férje záratott az elmegyógyintézetbe, neve a sorozatban Shelly lesz. Az Entertainment Weekly 2012 júniusában megírta, hogy Joseph Fiennesszal tárgyalások folynak, hogy csatlakozzon a sorozathoz mégpedig egy másik főorvos szerepében, aki gyengéd érzelmeket táplál Lange karaktere iránt.
2012 júniusában Chris Zylka Twitteren, hogy szerepet kapott a második évadban, ahol egy „jóképű, ám siketnéma” fiatalt fog alakítani. Szeptemberben kiderült azonban, hogy szerepét más színész alakítja majd.Britne Oldford, egy másik beteg Alma szerepét kapta meg. 2012 júliusában további három színész nevét erősítették meg. Mark Consuelos egy beteg Spivey szerepét kapta meg, míg Clea DuVall és Franka Potente szerepe ismeretlen. 2012. augusztus 6-án Blake Sheldon neve is felkerült a stáblistára. Két szereplőt fog alakítani mégpedig Devont és Coopert, akiket úgy lehet leírni, mint „magas, vékony és örült”. 2012 szeptemberében Murphy megerősítette, hogy Frances Conroy visszatér a második évadban. „Karaktere egy ultimate angel lesz” – fogalmazott a show ötletgazdája.
2012 novemberében a csatorna bejelentette a sorozat harmadik évadának berendelését, melyben sok régi színész is fel fog tűnni többek között Jessica Lange.

### Forgatás

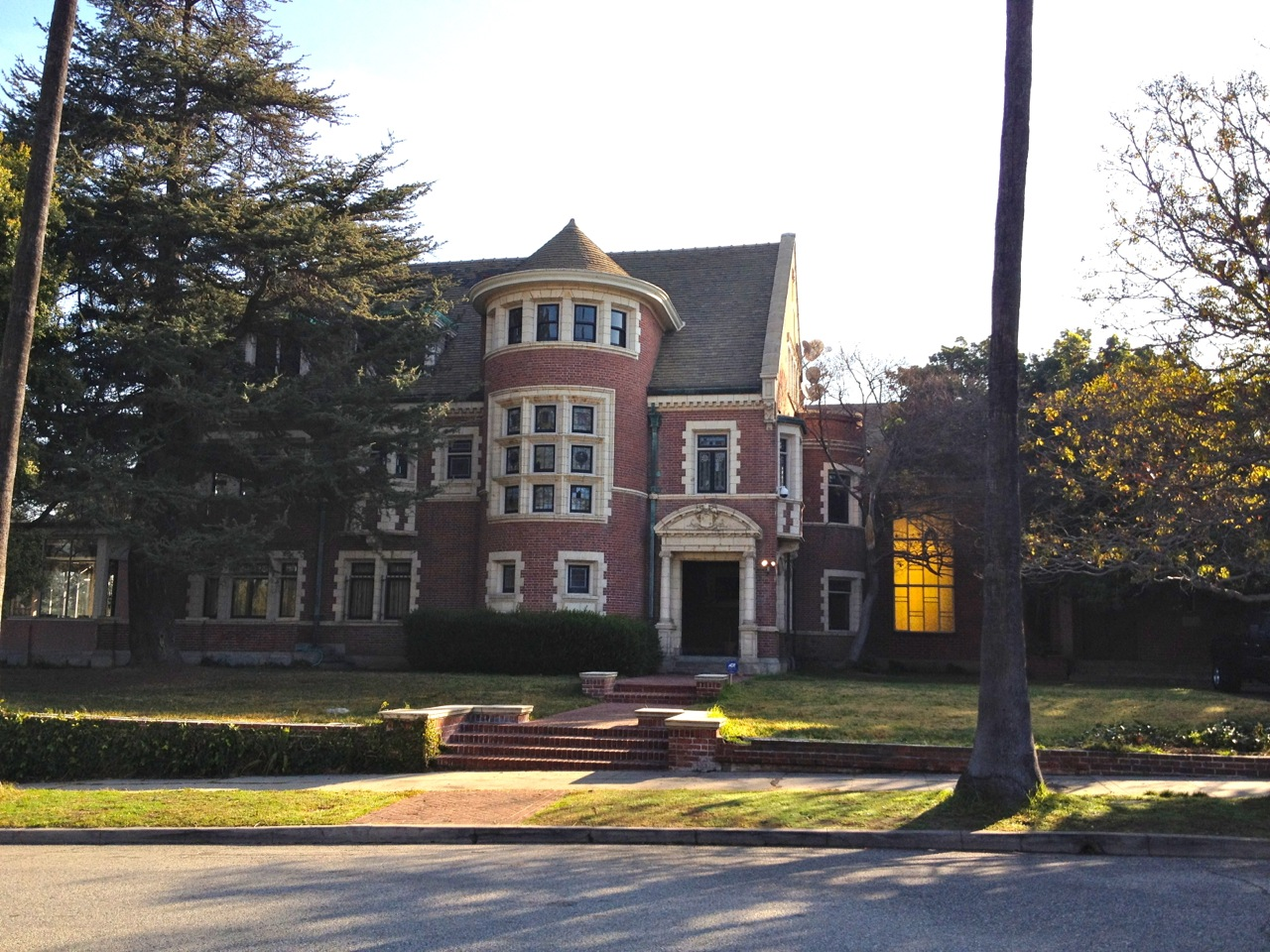
Murphy olyan házat keresett ami kellően ijesztő, de e mellett megnyerő külsejű is.

A pilot epizód nagy részét Los Angeles Country Club Park részében forgatták Kalifornia államban. Itt található a kísértet-járta ház, melyet a sorozatban is gyakorta láthatunk. A ház 1908-ban épült Alfred Rosenheim, az Amerikai Építészeti Intézet vezetőjének megbízásából. Tudor, vagy más néven collegiate gothic stílusban. Kezdetben szerzetei kolostorként, majd családi házként funkcionált.
A sorozatot olyan díszletek között forgatták, amelyek az eredeti ház pontos másai. Az egészen apró részletekre is figyeltek a készítők, mint például a Lewis Comfort Tiffany-ra jellemző ólomüvegablakokra, hogy még valóság hűbb legyen a ház kinézete.
A brutális forgatási tempók miatt az eredetileg két órásra tervezett fináléval nem lennének készen december 21-re a készítők, ezért a dupla rész csak 90 perc lesz, azaz reklámok nélkül 62 perc.
A második évad forgatása 2012 júliusának végén kezdődött el, a tervezett október közepi megjelenés tükrében. A belső felvételeket Hidden Valley-ben, Kaliforniában vették fel, míg a külső jeleneteket Los Angeles külvárosában.

### Főcím
Az első évad főcímét Kyle Cooper és cége a Prologue készítette. Szintén ő készítette az AMC sorozatának, a The Walking Deadnek és az 1995-ös Hetedik című filmnek. A kisfilm zenéjét Cesar Davila-Irizarry és Charlie Clouser, zenész, szerezte. A nyitány több képet is felvonultat. A történések színhelye a Harmon család alagsora. Képeket láthatunk fiatal gyermekekről, üvegebe helyezett magzatokról, koponyákról, egy keresztelési ruhát és egy alakot, aki egy véres sövényvágót tart a kezében. Murphy egy kis rejtélynek írja le a főcímet a sorozaton belül: "Az évad kilencedik részében, minden kép ami a főcímben látható értelmet nyer."
Az Asylum főcíme más lesz, mint az első évadé volt, de ugyanaz a csapat készíti majd, mint az első évadét. A főcímzene azonban még változhat, nyilatkozta Ryan Murphy.

## Spin-off sorozatok

### American Crime Story
2014. október 7-én bejelentették, hogy az FX berendelt egy 10 spin-off sorozatot American Crime Story címmel, amelyet Scott Alexander és Larry Karaszewski fejlesztett ki. Míg az Amerikai Horror Story minden évada egy új horror témára összpontosít, addig az American Crime Story minden évada egy új krimit mutat be. A sorozatban az Amerikai Horror Story szereplője Sarah Paulson, Connie Britton, Cuba Gooding Jr., Darren Criss, Finn Wittrock, Max Greenfield, Jon Jon Briones, Cody Fern és Billy Eichner szerepelnek. Az első évad premierje 2016 februárjában, a második évadé 2018 januárjában volt. Fejlesztés alatt áll egy harmadik évad is, ami 2021-ben kerül bemutatásra.

### American Horror Stories
2020. május 11-én Murphy elárulta, hogy American Horror Stories spin-off sorozat készül. Míg a fő sorozat minden évadban mutat be egy új horror történetet, addig az American Horror Stories minden részében ismerhetünk meg egy új történetet. Az FX-en került adásba. 2020. augusztus 4-én bejelentették, hogy Sarah Paulson lesz a sorozat rendezője. November 12-én Murphy Instagram-fiókján keresztül bemutatta a sorozat hivatalos poszterét, és bejelentette, hogy sok olyan színész szerepelni fog benne, akik megjelentek az Amerikai Horror Storyban.

## Promóció
A promóció részeként az FX bejelentette a „House Call” kampányt, melynek keretein belül az oldal regisztrált tagjai megismerkedhettek a sorozat szereplőivel. Közel a sorozat premierjéhez a csatorna számos rejtélyt lebegtetett meg, amik rávilágítanak a történet egy-egy lényeges pontjára. A kisfilmek a sorozat YouTube csatornáján lettek közzétéve. A következő címmel jelentek meg a rejtélyek, „Cello” (Cselló), „Baby” (Gyermek), „Couples” (Párok), „Lying Down” (Fekve), „Fire” (Tűz), „Stairs” (Lépcsők), „Melt” (Olvadás), „Red Cello” (Vörös cselló), „Rubber Bump” (A gumiruhás). 2011. szeptember 15-én az FX elindított egy honlapot, melyen körbejárhatjuk a „Gyilkos házat”, illetve többet tudhatunk meg az egyes rejtélyekről.
2012 augusztusában jelent meg a második évad első promo videója, a sorozat Facebook oldalán. A videó a „Special Delivery” (Különös Csomag) címet kapta. A kisfilmben egy apáca két kosarat cipel, ami tele van emberi testrészekkel. A kosár tartalmát kiönti, majd továbbhalad. Az első videót követően még számos promóciós kisfilm látott napvilágot. 2012. augusztus 29-én az EW.com oldalon számos promóciós fotó jelent meg. 2012. augusztus 31-én egy teaser került kiadásra, amiben az alábbi az alábbi színészek szerepeltek: Adam Levine, Lily Rabe, Evan Peters, Chloe Sevigny, Sarah Paulson, Zachary Quinto, Joseph Fiennes, James Cromwell és Jessica Lange. A videóban a betegek ágyakon fekszenek, míg a személyzet őket nézi. A videó alatt a „Que Sera, Sera” című dal hangzik fel a sorozat főcímével együtt.

## Sugárzás
A sorozatot 2011. október 5-én kezdte sugározni az amerikai FX kábelcsatorna, az Egyesült Államokban. 2011 novemberétől pedig a FOX International helyi csatornáin került vetítésre, számos országban. 2011. október 31-én a csatorna bejelentette, hogy megrendelte a sorozat készítőitől a második évadot is. Magyarországon a Viasat 6 mutatta be 2013. június 7-én. Néhány ország azonban előfordulhat, hogy eredeti nyelven más nyelvű felirattal vetítik a sorozatot.
- Olaszország – Fox (Olaszország)
- Spanyolország – Fox (Spanyolország) és Cuatro
- Németország - Fox Chanel (Németország)[79]
- Egyesült Királyság – FX (UK)[80]
- Írország - FX (UK)[80]
- Szerbia – Fox Life (Szerbia)
- Bulgária – Fox Life (Bulgária)
- Görögország – FX (Görögország)
- Portugália – FOX (Portugália)[81]
- Brazília – FOX[82]
- Argentína – FOX
- Paraguay – FOX
- Costa Rica - FOX
- Japán – FOX Chanel (Japán)
- Lengyelország – FOX (Lengyelország)[83]
- Uruguay- FOX
- Ecuador - FOX
- Dominikai Köztársaság - FOX
- Kolumbia - FOX
- Paraguay - FOX
- Venezuela - FOX
- Chile – FOX Chanel (Chile)
- Kanada – FX (Kanada)
- Ausztrália – Eleven – FX (Ausztrália)
- Dél-afrikai Köztársaság – M-Net
- Mexikó – FOX (Mexikó)
- Észak-Macedónia – Fox Life (Macedónia)
- Törökország – FX (Törökország)
- Norvégia – Fox Crime
- Izrael – yes
- Fülöp-szigetek – Jack TV
- Horvátország – Fox Life (Horvátország)
- Lettország – Fox Life (Lettország)
- Hongkong – ATV World (Hongkong)
- Kína - Youku
- Bulgária - FOX Life (Bulgária)
- Új-Zéland - Four

## Fogadtatás
Az American Horror Story zömében pozitív kritikákat kapott. 29 kritika alapján 100-ból 62 pontot kapott a Metacritic weblaptól. Az Entertaimnent Weekly újságírója Ken Tucker szerint az „AHS (American Horror Story) egészen félelmetes, tele van sikolyokkal, szexel, elmosdott arcokkal, ütlegelésekkel, elmebeteg viselkedéssel és halott babákkal". A pilot epizódra B+ adott.
A San Jose Mercury News egyik újságírója így vélekedett a sorozatról: „A legtöbb TV show, végül törlődik az emlékezetünkből, azonban ez kísérteni fog minket az álmainkban.” Hank Stuever a The Washington Post írója így kommentálta a sorozatot: „A túlzásba vitt dolgok Ryan Murphy egyik védjegyei, de egyben hibái is, azonban itt olyan lenyűgöző stílust teremtett, amitől nehezen lehet majd szabadulni.”. Mike Hale, a The New York Times írója „sokkal klasszikusabbnak és hűvösnek” titulálta a showt és az HBO True Blood és az AMC The Walking Dead című sorozatainak a sikeréhez hasonlította.
Nem mindegyik kritika volt, pozitív Alan Sepinwall a HitFix munkatársa így írt a sorozatról: „Annyira túlzó sorozat és tele van furcsa zajokkal és szereplőkkel, akikre biztos emlékezni fogsz, bár legszívesebben elfelejtenéd őket.” D osztályzatot adott a pilot részre. A The Los Angeles Times újságírója, Marcy McNamara vegyes kritikákat fogalmazott meg.
Az American Horror Story magyar kritikai visszhangja igen szerény volt. A sorozatokkal foglalkozó egyik legnagyobb magyar blog a Sorozatjunkie így számolt be a sorozatról: "(...) Hasonló sorozat jelenleg nincs az amerikai kínálatban. [...] Az egész ugyanis olyan, mintha összehánytak volna egy csomó ötletszilánkot, abból leforgattak valamit, majd jól becrackkelték a vágót, hogy tegyen össze valamit az anyagból. Össze is tett, a végeredmény lenyűgöző, mind vizuálisan, mind a “történetet” tekintve,[...]." A sorozat 7/10-et kapott a blogtól. A Comment:com, szintén televíziós sorozatokkal foglalkozó blog így írt az első két epizódról: "A zene, a képi világ, a feszültségkeltés, a forgatókönyvek egyformán stimmelnek, és igen, még be is lehet rajta sz*ni néha. Kötelező darab.".
Az American Horror Story: Asylum összességében pozitív kritikákat kapott a Metacritic weboldalon 100-ból 64 pontot kapott, 21 kritika alapján.

### Nézettség
A sorozat premierepizódja 1.6 pontos rátával futott a 18-45-ös korosztály körében, ami 3.2 millió nézőt jelent és ez a nézettség az ismétlésekkel együtt 5.2 millióra rúgott. Ahogy a sorozat epizódjaiból minél több került leadásra, úgy nőtt az egyes epizódok nézettsége. A negyedik epizód már 1.7-es rátával futott a 18-45 közötti korosztály körében, azaz 10 pontos növekedést könyvelhetett el. A sorozat nézettségi csúcsa a hetedik résznél dőlt meg, amikor 3.06 millió nézőt ültetett a tv-k elé, ezzel 1.8-as rátát ért el, szintén a 18-45-ös korosztály körében. A sorozat befejező részét 3,22 millió néző követte és 1,7-es rátával futott a 18-49-es korosztályban, ami a sorozat nézettségi csúcsa volt. Ezzel az évad az év legnézettebb kábeles sorozata lett a 18-49-es korosztályban, legyőzve ezzel a TNT Faling Skies című sorozatát.
Az American Horror Story 2011. november 7-én debütált a nemzetközi tévécsatornákon Európa és Latin Amerika szerte, a FOX nemzetközi csatornáin. A fizetős tv-csatornák között 1. és 2. helyet ért el a műsor saját vetítése ideje alatt. Az Egyesült Királyságban 128 200 nézővel nyitott a sorozat az angol FX csatornán. A második epizód 27%-os növekedést könyvelhetett el magának, 158 700-as nézőszámával.
| Évad | Eredeti adás          | Epizódok száma | Premier              | Premier                   | Finálé             | Finálé                   | Nézettség (millió) |
| Évad | Eredeti adás          | Epizódok száma | Dátum                | Premier nézőszám (millió) | Dátum              | Finálé nézőszám (millió) | Nézettség (millió) |
| ---- | --------------------- | -------------- | -------------------- | ------------------------- | ------------------ | ------------------------ | ------------------ |
| 1    | Szerdánként 22ː00-kor | 12             | 2011. október 5.     | 3.18                      | 2011. december 21. | 3.22                     | 2.82               |
| 2    | Szerdánként 22ː00-kor | 13             | 2012. október 17.    | 3.85                      | 2013. január 23.   | 2.29                     | 2.53               |
| 3    | Szerdánként 22ː00-kor | 13             | 2013. október 9.     | 5.54                      | 2014. január 29.   | 4.24                     | 4.00               |
| 4    | Szerdánként 22ː00-kor | 13             | 2014. október 8.     | 6.13                      | 2015. január 21.   | 3.27                     | 3.85               |
| 5    | Szerdánként 22ː00-kor | 12             | 2015. október 7.     | 5.81                      | 2016. január 13.   | 2.24                     | 2.89               |
| 6    | Szerdánként 22ː00-kor | 10             | 2016. szeptember 14. | 5.14                      | 2016. november 16. | 2.45                     | 2.93               |

### Díjak és jelölések
| Év   | Díj neve                              | Kategória                                                                                  | Jelölt                         | Eredmény | Forrás  |
| ---- | ------------------------------------- | ------------------------------------------------------------------------------------------ | ------------------------------ | -------- | ------- |
| 2011 | Satellite Award 2011                  | Kiemelkedő teljesítményért járó különdíj                                                   | Jessica Lange                  | Elnyerte | [ 102 ] |
| 2011 | Satellite Award 2011                  | Kategóriájának legjobb sorozata                                                            | American Horror Story          | Elnyerte |         |
| 2011 | Bram Stoker-díj                       | Kiemelkedő Teljesítmény Forgatókönyvírásban                                                | Jessica Sharzer („Afterbirth”) | Elnyerte |         |
| 2011 | JAws 2011                             | Legjobb újonc sorozat                                                                      | American Horror Story          | Jelölés  | [ 103 ] |
| 2011 | JAws 2011                             | Legjobb női mellékszereplő (40 perces sorozat)                                             | Jessica Lange                  | Jelölés  | [ 104 ] |
| 2011 | JAws 2011                             | Legjobb női főszereplő (40 perces sorozat)                                                 | Connie Britton                 | Jelölés  | [ 105 ] |
| 2012 | 69. Golden Globe-gála                 | Legjobb mellékszereplő színésznő, televíziós sorozat, televíziós minisorozat vagy tévéfilm | Jessica Lange                  | Elnyerte | [ 106 ] |
| 2012 | 69. Golden Globe-gála                 | Legjobb drámai tévésorozat                                                                 | American Horror Story          | Jelölés  |         |
| 2012 | Screen Actors Guild Awards díjkiosztó | Legjobb színésznő, televíziós sorozat (dráma)                                              | Jessica Lange                  | Elnyerte | [ 107 ] |
| 2012 | Szaturnusz-díj                        | Legjobb kábel televíziós sorozat                                                           | American Horror Story          | Jelölés  |         |
| 2012 | Szaturnusz-díj                        | Legjobb televíziós színész                                                                 | Dylan McDermott                | Jelölés  |         |
| 2012 | Szaturnusz-díj                        | Legjobb televíziós színésznő                                                               | Jessica Lange                  | Jelölés  |         |
| 2012 | Szaturnusz-díj                        | Legjobb női televíziós mellékszereplő                                                      | Frances Conroy                 | Jelölés  |         |
| 2012 | Szaturnusz-díj                        | Legjobb televíziós vendégszereplő                                                          | Zachary Quinto                 | Jelölés  |         |
| 2012 | TCA Awards                            | Kiemelkedő színésznői teljesítmény televíziós sorozatban                                   | Jessica Lange                  | Elnyerte |         |

#### Emmy-gála
Többek között kapott már jelölést Denis O'Hare, Frances Conroy, Sarah Paulson és Angela Bassett is. Díjazottak:
- 2012: Legjobb női mellékszereplő tévéfilmben vagy minisorozatban (Jessica Lange)
- 2013: Legjobb férfi mellékszereplő tévéfilmben vagy minisorozatban (James Cromwell)
- 2014: Legjobb női főszereplő tévéfilmben vagy minisorozatban (Jessica Lange)
- 2014: Legjobb női mellékszereplő tévéfilmben vagy minisorozatban (Kathy Bates)

#### Golden Globe-gála
2015-ben jelölést kapott Kathy Bates. A sorozatot háromszor jelölték a legjobb minisorozat kategóriában. Díjazottak:
- 2012: Legjobb női mellékszereplő sorozatban, minisorozatban vagy tévéfilmben (Jessica Lange)
- 2016: Legjobb női főszereplő minisorozatban vagy tévéfilmben (Lady Gaga)

#### People's Choice Awards-gála
Jelöléssel rendelkezik a Rémségek cirkusza és a Hotel is. Színészek közül Jessica Lange és Lady Gaga kapott jelölést legjobb színésznő kategóriában. Díjazott:
- 2014: Legjobb tévéfilm vagy minisorozat (Amerikai Horror Story: Boszorkányok)

#### Critics' Choice Television Awards-gála
A sorozat összesen 18 jelöléssel rendelkezik 2016-ig. Díjakat kaptak:
- 2013: Legjobb férfi mellékszereplő tévéfilmben vagy minisorozatban (Zachary Quinto)
- 2013: Legjobb női mellékszereplő tévéfilmben vagy minisorozatban (Sarah Paulson)
- 2014: Legjobb női főszereplő tévéfilmben vagy minisorozatban (Jessica Lange)
- 2015: Legjobb női mellékszereplő tévéfilmben vagy minisorozatban (Sarah Paulson)

## Fordítás
- Ez a szócikk részben vagy egészben  az   American Horror Story című angol Wikipédia-szócikk ezen változatának fordításán alapul.  Az eredeti cikk szerkesztőit annak laptörténete sorolja fel. Ez a jelzés csupán a megfogalmazás eredetét és a szerzői jogokat jelzi, nem szolgál a cikkben szereplő információk forrásmegjelöléseként.